# Dorival Yustrich
Dorival Yustrich, de son vrai nom Dorival Knipel, né le 28 septembre 1917 à Corumbá et mort le 15 février 1990 à Belo Horizonte, est un joueur et entraîneur de football brésilien.
Il joue comme gardien de but pour des clubs de Rio de Janeiro, mais c'est en tant qu'entraîneur qu'il se distingue, devenant célèbre pour son exigence et son tempérament explosif devenant un personnage important du football brésilien.

## Biographie

### Joueur
Gardien de but durant sa carrière de joueur, il est surnommé Yustrich en référence à son homologue Juan Yustrich (en), alors gardien de Boca Juniors.
De 1935 à 1944, il joue notamment pour le Flamengo. Il remporte le Championnat de Rio de Janeiro à quatre reprises durant son passage,. 

### Entraîneur
Il se fait connaître au niveau national en tant qu'entraîneur pour de nombreux clubs brésiliens : entre autres l'Atlético Mineiro, le Cruzeiro EC, le Coritiba, le Corinthians ou le Flamengo,.
Il entraîne également le FC Porto au Portugal lors de la saison 1955-1956. Il les mène au titre de champion du Portugal et réalise même le doublé coupe nationale-championnat à l'issue de la saison,.
Yustrich dirige l'équipe du Brésil lors d'un seul match en 1968,.

## Palmarès

### En tant que joueur
- Flamengo
  - Championnat de Rio de Janeiro (4) : 1939, 1942, 1943, 1944

### En tant qu'entraîneur
- América Mineiro
  - Championnat du Minas Gerais (1) : 1948
- Atlético Mineiro
  - Championnat du Minas Gerais (2) : 1952, 1953
- FC Porto
  - Champion du Portugal (1) : 1955-1956
  - Coupe du Portugal (1) : 1955–56
- Siderúrgica
  - Championnat du Minas Gerais (1) : 1964
- Cruzeiro
  - Championnat du Minas Gerais (1) : 1977